# Cleistanthus evrardii
Cleistanthus evrardii är en emblikaväxtart som beskrevs av J.Leonard. Cleistanthus evrardii ingår i släktet Cleistanthus och familjen emblikaväxter. IUCN kategoriserar arten globalt som sårbar.
Artens utbredningsområde är Kongo-Kinshasa. Inga underarter finns listade i Catalogue of Life.